# Micrasteridae
De Micrasteridae zijn een familie van zee-egels (Echinoidea) uit de orde Spatangoida.

## Geslachten
- Onderfamilie Cyclasterinae Poslavskaya, 1964
  - Cyclaster Cotteau, 1856
  - Isaster Desor, 1858 †
  - Isopatagus Mortensen, 1948
- Onderfamilie Micrasterinae
  - Diplodetus Schlueter, 1900 †
  - Epiaster d'Orbigny, 1853 †
  - Habanaster Lambert, in Sánchez Roig, 1924 †
  - Micraster L. Agassiz, 1835 †
  - Pseudogibbaster Moskvin, 1983 †
  - Roweaster Smith & Wright, 2012 †
  - Sogdiaster Egorov, 1972 †
  - Turanglaster Solovjev & Melikov, 1963 †